# Certonotus lorentzi
Certonotus lorentzi là một loài tò vò trong họ Ichneumonidae.